# 北海道庁立農事試作場
北海道庁立農事試作場（ほっかいどうちょうりつのうじしさくじょう）は、北海道にかつて設けられた公立の農業試験機関である。

## 概要
1910年からの第1期北海道拓殖計画の実施により、北海道の農業試験研究は、北海道農事試験場本場－支場－試験地－試作場の系統で運営されることとなった。このうち、本場・支場・試験地は国費（拓殖費）により運営され、試作場は北海道庁支弁の地方費により設立・運営された。
試作場は1910年の5箇所を皮切りに、1929年の美瑛農事試作場まで合計10箇所が設置された。1936年には地方費支弁のままで北海道農事試験場試作場に改称され、1942年には北海道庁種畜場および北海道庁種羊場の併合により、北海道農業試験場分場に改称された。さらに、1944年には支場の分場として位置づけられた。1950年の全国農業試験研究機関の整備統合計画により、北海道農業試験場が国立と北海道立に分離された際に、試作場は廃止となり、多くは道営の原種圃場に転用された。人員が残ったのは北海道立農業試験場の支場および原々種農場分場として再編された2試作場のみであったが、それらも最終的には廃止となった。
試作場で行われた試験は、規模が小さいものの、内容は本・支場で行うものに匹敵し、種芸・園芸、土壌肥料、病理昆虫、畜産（飼料作物）、経営試験農場の監督など、多岐に渡った。大正から昭和初期の交通・通信事情の未発達な中で、開拓と並行しながら現場の最前線でこれらの試験実証を行う効果は大きかった。

## 沿革
北海道庁立檜山農事試作場
1910年 - 桧山郡厚沢部村（現・厚沢部町）俄虫に開設される。
1936年 - 北海道農事試験場檜山試作場に改称される。
1942年 - 北海道農業試験場檜山分場に改称される。
1944年 - 北海道農業試験場渡島支場檜山分場に改称される。
1950年 - 北海道立農業試験場原々種農場檜山分場とする。
1952年 - 廃止される。
北海道庁立胆振農事試作場
1910年 - 虻田郡倶知安村（現・倶知安町）琴平に開設される。
1929年 - 倶知安農事試作場に改称される。
1936年 - 北海道農事試験場倶知安試作場に改称される。
1942年 - 北海道農業試験場倶知安分場に改称される。
1944年 - 北海道農業試験場渡島支場倶知安分場に改称される。
1950年 - 廃止される。
北海道庁立釧路農事試作場
1910年 - 厚岸郡太田村（現在の厚岸町の区域）に開設される。
1934年 - 釧路郡鳥取村（現・釧路市）穏禰平に移転される。
1936年 - 北海道農事試験場釧路試作場に改称される。
1942年 - 北海道農業試験場釧路分場に改称される。
1944年 - 北海道農業試験場根室支場釧路分場に改称される。
1950年 - 廃止される。
（旧）北海道庁立天塩農事試作場（後の北海道農業試験場上川支場美深分場）
1910年 - 中川郡下名寄村（現・美深町）美深に開設される。
1916年 - 名寄農事試作場に改称される。
1926年 - 美深農事試作場に改称される。
1936年 - 北海道農事試験場美深試作場に改称される。
1942年 - 北海道農業試験場美深分場に改称される。
1944年 - 北海道農業試験場上川支場美深分場に改称される。
1950年 - 廃止される。
北海道庁立根室農事試作場
1910年 - 野付郡平糸村（現・別海町）春別に開設される。
1928年 - 北海道農事試験場根室支場の設置に伴い廃止される。
（新）北海道庁立天塩農事試作場（後の北海道立天北農業試験場天塩支場）
1916年 - 天塩郡天塩村（現・天塩町）川口に設置される。
1936年 - 北海道農事試験場天塩試作場に改称される。
1942年 - 北海道農業試験場天塩分場に改称される。
1944年 - 北海道農業試験場上川支場天塩分場となる。
1950年 - 北海道立農業試験場天北支場となる。
1952年 - 枝幸郡浜頓別町に北海道立農業試験場宗谷支場が設置される。
1964年 - 北海道立農業試験場宗谷支場を北海道立天北農業試験場とし、天北支場を同場の天塩支場とする。
1982年 - 廃止される。
北海道庁立瀬棚農事試作場
1917年 - 瀬棚郡利別村（現・今金町）神丘に開設される。
1936年 - 北海道農事試験場瀬棚試作場に改称される。
1942年 - 北海道農業試験場瀬棚分場に改称される。
1944年 - 北海道農業試験場渡島支場瀬棚分場に改称される。
1950年 - 廃止される。
北海道庁立日高農事試作場
1918年 - 静内郡静内村（現・日高郡新ひだか町）に開設される。
1936年 - 北海道農事試験場日高試作場に改称される。
1942年 - 北海道農業試験場日高分場に改称される。
1944年 - 北海道農業試験場十勝支場日高分場に改称される。
1950年 - 廃止される。
北海道庁立宗谷農事試作場
1922年 - 宗谷郡稚内町（現・稚内市）声問に開設される。
1929年 - 稚内農事試作場に改称される。
1936年 - 北海道農事試験場稚内試作場に改称される。
1942年 - 北海道農業試験場稚内分場に改称される。
1944年 - 北海道農業試験場北見支場稚内分場に改称される。
1950年 - 廃止される。
北海道庁立美瑛農事試作場
1929年 - 上川郡美瑛村（現・美瑛町）美瑛原野に設置される。
1936年 - 北海道農事試験場美瑛試作場に改称される。
1942年 - 北海道農業試験場美瑛分場に改称される。
1944年 - 北海道農業試験場上川支場美瑛分場に改称される。
1950年 - 廃止される。